# Miguel Abraham Polo Polo
Miguel Abraham Polo Polo (Cartagena de Indias, 28 de febrero de 1996) es un político conservador colombiano que ha militado en los partidos Centro Democrático y Colombia Justa Libres. Es miembro de la Cámara de Representantes de su país (para el periodo 2022-2026) y ha sido activista político, columnista y excandidato a la alcaldía de Tolú.
Antes de ejercer su función pública, Polo Polo era creador de contenido en el espacio político colombiano como partidario de posturas de derecha conservadora. Además cuenta con estudios en gestión pública y administración pública.
En 2022, Polo Polo fue elegido como representante a la cámara en la curul de negritudes, por el Consejo Comunitario Fernando Ríos Hidalgo. Desde entonces es un crítico opositor del Gobierno de Gustavo Petro. Su curúl en la cámara de representantes tiene múltiples demandas ante el Consejo de Estado y la Corte Suprema de Justicia por parte de las comunidades negras, incluida la misma comunidad que le dio el aval, por considerar que no representa los intereses de los afrocolombianos y por posibles irregularidades en su proceso de acreditación.

## Biografía
Nació el 28 de febrero de 1996 en Cartagena de Indias. En el 2004, su familia se trasladó a Tolú en el departamento de Sucre donde sus padres fundaron una iglesia cristiana. En esta ciudad pasó su infancia y cursó parte de su educación primaria en un colegio cristiano en el cual fue electo personero estudiantil en el 2006. 
Al año siguiente ingresó a estudiar su bachillerato en la Institución Educativa Luis Patrón Rosano, donde fue elegido nuevamente como personero. Tras finalizar su educación secundaria fue exonerado de la prestación de servicio militar debido a que padecía escoliosis.
Al cumplir sus 18 años, regresó a Cartagena para trabar. Su primer empleo fue en UNE (hoy Tigo), luego en el 2015, entró a la empresa Puma, complementando su experiencia laboral en Homecenter de la empresa Sodimac mientras culminaba sus estudios universitarios.
Sin embargo, el confinamiento por la pandemia de COVID-19 en Colombia de 2020 afectó su situación financiera, siendo incapaz de costear sus estudios. Sin embargo, la senadora María Fernanda Cabal le facilito los medios económicos. A partir de ese momento ambos entablaron una relación cercana.
El 19 de julio de 2022, un día antes de la instalación del Congreso de Colombia, Polo Polo recibió su grado de administración pública en la Universidad de Cartagena, tras titularse como técnico profesional en procesos de gestión pública en 2018.

### Trayectoria política
En medio de las elecciones presidenciales de Colombia de 2018, Polo Polo grabó una serie de videos en los cuales argumentaba por qué no votar por el entonces candidato de la Izquierda colombiana Gustavo Petro y por qué debería apoyarse la candidatura de Iván Duque, el candidato del partido Centro Democrático. También destacó por la creación de contenido denunciando la corrupción en diferentes alcaldías del país, sobre todo en aquellas donde gobernaba la izquierda.
Al siguiente año, en 2019, Polo Polo decidió aspirar en las elecciones regionales de Colombia de 2019, a la alcaldía de Tolú, solicitando el aval al Centro Democrático. Dicho aval le fue negado por la senadora María del Rosario Guerra, quien consideró en su momento a Polo Polo muy joven para desempañar el cargo, otorgándole el aval al exsacerdote católico José Chadid Anachury. Esto provocó la renuncia de Miguel Polo Polo a su militancia en el Centro Democrático. Su padre, José Polo Montero, a través de una comunidad cristiana evangélica, logró obtener el aval y recibir el apoyo del partido Colombia Justa Libres para su hijo en dicha elección en donde consiguió más de 1.700 votos.

#### Cámara de Representantes
Polo Polo se presentó como candidato al Congreso de la República de Colombia en las elecciones legislativas de Colombia de 2022 teniendo el respaldo de las senadoras María Fernanda Cabal y Paloma Valencia. Su lista fue la más votada durante el preconteo, sin embargo se confirmó que el candidato perdió su curul porque aparecieron 1.500 votos a otro candidato en Buenaventura. Posteriormente, con 35.253 votos ratificados por el Consejo Nacional Electoral, Polo Polo —número uno en la lista del Consejo Comunitario de Comunidades Negras Fernando Ríos Hidalgo— fue acreditado como congresista de Colombia para el periodo 2022-2026.
Polo Polo se posesionó el 20 de julio como uno de los dos representantes de los afrocolombianos en el legislativo. En las sesiones del Congreso en pleno y de las distintas comisiones se ha destacado como una voz de rechazo a las gestiones del gabinete ministerial del gobierno del presidente Gustavo Petro.
Debido a sus polémicas declaraciones sobre la población afro, el Movimiento Fernando Ríos Hidalgo —mismo que lo avaló para la curul— le retiró su apoyo. Existen además doce demandas en su contra ante el Consejo de Estado por posibles en la inscripción de su candidatura.
No obstante, el Consejo de Estado no ha visto ninguna irregularidad en la elección de Polo.

## Controversias
Las Madres de Soacha usaron botas de caucho intervenidas artísticamente y las expusieron en la Plaza Núñez de Bogotá. para sanar, resignificar la muerte de sus familiares y exigir justicia. El 6 de noviembre de 2024 varias de estas piezas terminaron en la basura por un acto del Senador Polo Polo  quien cuestionó la cifra de 6 402 ejecuciones extrajudiciales de los falsos positivos afirmando que la cifra no podía ser sustentada, acto que fue catalogado por la Jurisdicción Especial para la Paz como una expresión de odio y estigmatización Por su parte, el senador Ivan Cepeda lo acusó por hostigamiento y discriminación
El 6 de diciembre de 2024 la justicia le ordena al senador Polo Polo ofrecer disculpas a madres de falsos positivos y restituir la obra artística. El tribunal consideró que dicho acto fue “una grave falta de respeto y vulneración a la dignidad de las víctimas”